# Ectropothecium striatulum
Ectropothecium striatulum är en bladmossart som beskrevs av Hugh Neville Dixon och Edwin Bunting Bartram 1939. Ectropothecium striatulum ingår i släktet Ectropothecium och familjen Hypnaceae. Inga underarter finns listade i Catalogue of Life.